# Thomas de Bourlémont
Thomas de Bourlémont (auch Thomas d’Anglure de Bourlemont; * vor 1311; † April 1353) war ein französischer Bischof.

## Leben
Die erste Erwähnung findet Thomas de Bourlémont im Juli 1311 zusammen mit seinen Eltern, Pierre, Herr von Bourlémont, und Jeanne de Choiseul, als er für eine kirchliche Laufbahn bestimmt wurde. Seine Erziehung erfolgte am Hof des Herzogs von Lothringen, danach besuchte er das Seminar in Toul. Durch Balduin, Erzbischof von Trier, empfing er die Tonsur, zu jener Zeit Symbol der Aufnahme in den Klerus. Der Bischof von Toul Jean d’Arzillières ernannte ihn um 1315 zum Archidiakon, und etwa zur selben Zeit ernannte der Papst ihn zum Dekan der Kirche von Verdun. Schließlich wurde er 1330 zum Bischof von Toul erwählt und empfing zwischen dem 1. März 1331 und dem 16. September 1332 die Bischofsweihe.

## Wirken
Thomas de Bourlémont führte einige Reformen innerhalb seines Bistums durch, so regelte er etwa die Rechtsprechung in der Stadt Toul. Mit der kleinen Armee, die er aufgestellt hat, suchte er die Region zu befrieden. Als er zwei seiner Vasallen zwang, ihre Missbräuche einzustellen, verheerte er das Land des Herzogs von Lothringen und musste diesem als Entschädigung eine Summe von 2000 Livres zahlen. Im Jahr 1335 übernahm er die Rolle des Schiedsrichters, als Jean de Joinville, Herr von Vaucouleurs, zustimmte, diesen befestigten Platz gegen Besitzungen in der Gegend von Paris einzutauschen.
Seine Stellung als Bischof hinderte Thomas de Bourlémont nicht daran, die Burgen Séraumont, Montbras und Taillancourt als persönliches Eigentum zu halten. Vom König beschuldigt, die beiden letzteren Festungen vorsätzlich in Brand gesetzt zu haben, wurde er in seiner Burg Séraumont verhaftet und in Chaumont festgesetzt. Um seine Freiheit wiederzuerlangen, musste er 1200 Livres zahlen.
Er wurde in der Kathedrale von Toul in jener Kapelle beigesetzt, die er zu Ehren der Himmelfahrt der Jungfrau Maria erbaut hatte.